# Ovidie
Éloïse Delsart, dite Ovidie, née le 25 août 1980 à Lille, est une réalisatrice, journaliste, écrivaine, chercheuse et actrice française.
Souvent résumée à son passé d'actrice pornographique (de 1999 à 2002), c'est un épisode qu'elle qualifie d' "anecdotique" dans son livre La chair est triste hélas publié en 2023. Elle passe derrière la caméra, en réalisant d'abord des films X dans la veine de la pornographie féministe, avant de se consacrer exclusivement aux documentaires. Docteure en lettres en 2020, elle est également journaliste et chroniqueuse pour différents médias. Par ailleurs, elle a écrit plusieurs ouvrages, dont la majorité tournent autour de la sexualité ou de sa représentation.

## Biographie

### Jeunesse et formation
Éloïse Delsart,,,, naît à Lille, de parents fonctionnaires plutôt à gauche. Sa mère dirige des établissements psys pour adolescents, son père est proviseur.
Pendant son adolescence, elle milite à l'extrême gauche — elle crée avec son petit ami de l'époque une antenne locale du SCALP (Section carrément anti-Le Pen) — et a des positions féministes pro-sexe. Après un baccalauréat littéraire, elle entame des études de philosophie.
À seize ans, elle découvre la pornographie, sur laquelle elle avait des a priori très négatifs et arrive à la conclusion que le porno peut, au contraire de ce que pensent les féministes traditionnelles, être un outil de libération des femmes. Elle rompt alors avec la cellule féministe qu'elle fréquentait et se passionne pour le féminisme pro-sexe dont les idées sont incarnées par des personnalités comme l'Américaine Annie Sprinkle. 
En 2020, elle obtient un doctorat en sciences humaines et humanités.
Le nom de naissance Éloïse Becht lui a été attribué par erreur par plusieurs médias, Ovidie déclarant que le nom de Becht n'était pas le sien,,.

### Carrière

#### Cinéma et télévision
Ovidie a une carrière d'actrice de 1999 à 2003, et de réalisatrice de 2000 à 2010. Elle crée une catégorie de niche pour les films érotiques et artistiques. En tant que documentariste, elle a notamment signé Là où les putains n'existent pas (2018).

##### Actrice
Désireuse d'imiter les actrices américaines, elle décide d'approcher le milieu de la pornographie. En 1999, elle rencontre à un salon de la vidéo érotique une collaboratrice de Marc Dorcel, par laquelle elle est « bien briefée » (informée) sur le métier. Après cet entretien, elle envoie une lettre de candidature à la maison de production. Peu après elle tourne pour Dorcel son premier film, La Fête à Gigi, réalisé par Alain Payet : elle choisit comme pseudonyme Ovidie, qui est une référence non pas à Ovide comme certains journaux ont pu l'écrire, mais à un personnage de la bande dessinée de Ptiluc, Destin farceur, une rate vivant en marge de la société, personnage dans lequel elle se reconnaît à l'époque.
Au début des années 2000, elle devient très rapidement une vedette du porno français. Remarquée par les médias grand public pour sa personnalité et son look « gothique », elle apparaît dans diverses émissions de télévision. Elle se distingue non seulement par son parcours d'étudiante en philosophie, mais aussi par un discours revendicatif — elle se présente comme une « travailleuse du sexe » — et féministe, qui lui vaut d'être surnommée à l'époque l'« intello du X ». Sa carrière provoque la rupture avec ses anciens amis d'extrême gauche, qui la considèrent comme vendue au patriarcat.

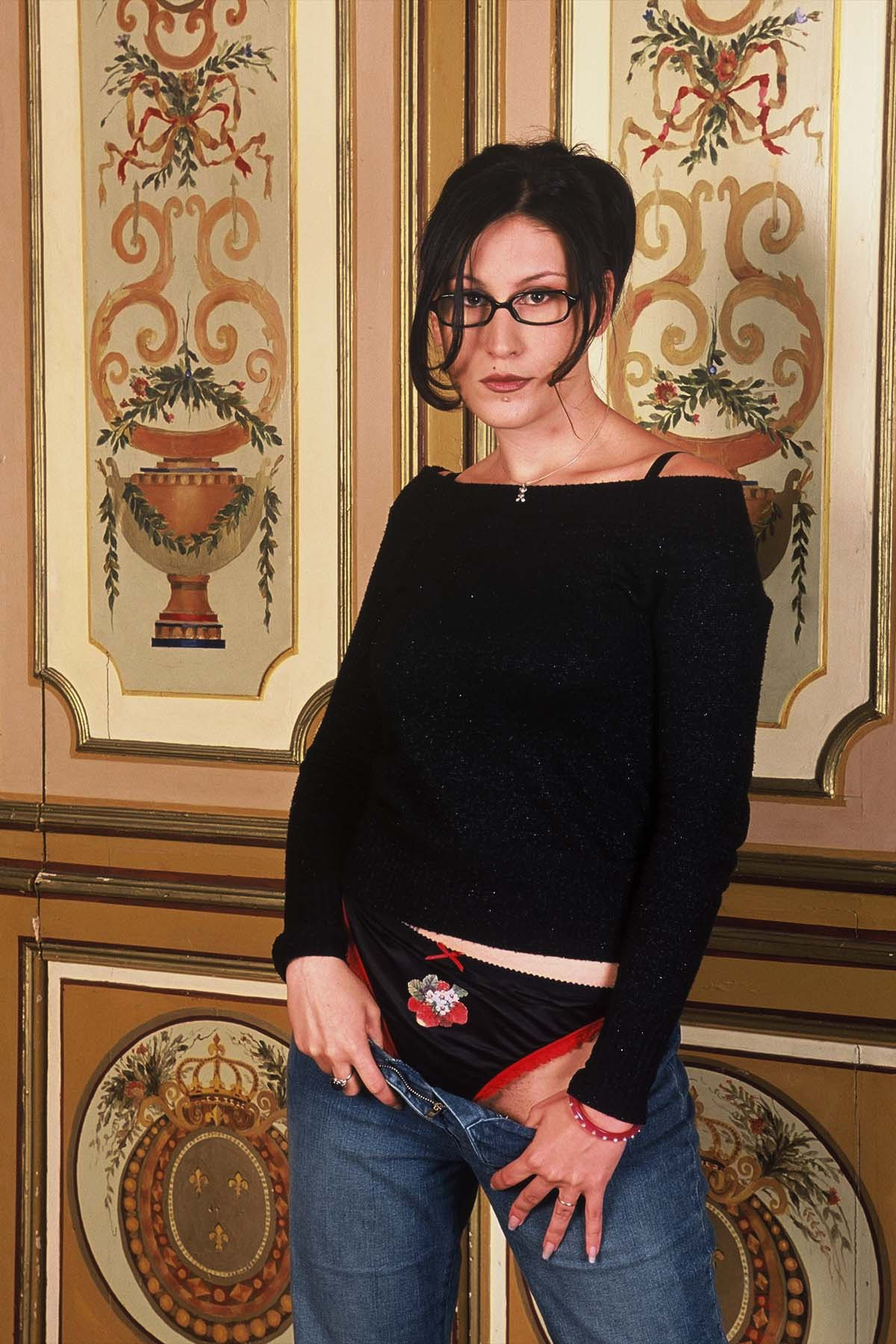
Ovidie photographiée en 2002 par John B. Root sur le tournage du film Xperiment.

Elle dit alors vouloir « déculpabiliser les femmes vis-à-vis de leur corps afin qu'elles cessent d'avoir peur de leur désir ». Elle refuse les pratiques sexuelles qu'elle estime dégradantes et exige — dès son deuxième film comme actrice  — d'utiliser un préservatif durant les tournages.
En 2003 elle met fin à son activité d'actrice pornographique, pour se concentrer sur son travail de réalisatrice. Son dernier film en tant qu'actrice X, Katsumi à l'école des sorcières, sort en 2004.
Avant de mettre fin à sa carrière d'actrice, elle tourne pour quelques réalisateurs de films dits « traditionnels » : Le Pornographe de Bertrand Bonello avec Jean-Pierre Léaud (prix international de la critique à Cannes en 2001), Mortel Transfert de Jean-Jacques Beineix, All About Anna, produit par Lars von Trier et La Nuit des horloges réalisé par le cinéaste fantastique Jean Rollin. En 2016, elle fait une apparition dans Saint Amour, de Benoît Delépine et Gustave Kervern, où elle donne la réplique à Benoît Poelvoorde.
Elle assume sa première carrière d'actrice et refuse d'être étiquetée comme une ancienne vedette du X lorsqu'elle est interrogée par les médias sur des sujets sans rapport avec le porno. Elle a, à de multiples reprises, pris la défense des autres actrices et acteurs de X. Elle a notamment dénoncé, de manière générale, la stigmatisation sociale dont ils font l'objet (par exemple dans le documentaire Rhabillage, 2011) ou la dégradation de leurs conditions de travail (Pornocratie, 2017). Elle a également défendu des actrices faisant l'objet de harcèlement ou d'insultes, qu'il s'agisse de Clara Morgane injuriée à l'occasion de sa grossesse ou de Nikita Bellucci, victime de cyberharcèlement.

##### Réalisatrice
En 2000, alors qu'elle est actrice depuis un an et n'a encore que dix-neuf ans, elle passe à la réalisation pour le compte des productions Marc Dorcel, avec Orgie en noir, qui pastiche les films d'horreur et le style d'Ed Wood. Par la suite, elle cesse d'apparaître dans ses propres films, tout en continuant pendant un temps à jouer dans les films d'autres réalisateurs. L'année suivante, Dorcel produit son film Lilith, avec lequel elle aborde la pornographie féministe et qu'elle considère comme son premier long-métrage abouti. Elle s'intéresse ensuite à l'éducation sexuelle, avec Sexualité : mode d'emploi (Blue One, 2001), puis Le Point G (V. Communications, 2007).
En 2009, elle coréalise avec Jack Tyler le film Histoires de sexe(s), qui ambitionne de montrer des scènes de sexe plus réalistes qu'à l'accoutumée et de décrire les différences de perception de la sexualité chez les hommes et les femmes. Destiné par ses auteurs à une sortie en salles, le film est classé X par le CNC. Le ministère de la culture invalide ensuite ce classement, ce qui fait d'Histoires de sexe(s) un film sans visa d'exploitation. Diffusé sur Canal+ dans la tranche horaire destinée au X, il obtient le meilleur taux d'audience de la chaîne depuis trois ans, avec trois fois plus de téléspectatrices que d'habitude.
Ovidie continue ensuite de réaliser des films X pour Canal+. En 2010, elle persiste dans la création d'un genre hybride à mi-chemin entre la comédie de mœurs et le film pornographique pour couples, en réalisant Infidélité, un film abordant la crise de la quarantaine et le déclin du désir. Puis en 2012 avec Liberté sexuelle, un film qui s'interroge sur la télé-réalité et le sexe communautaire (dans lequel elle apparaît, uniquement habillée). Elle réalise ensuite en 2013 Pulsion, dans lequel apparaissent le critique de cinéma Christophe Bier et l'animateur Daniel Morin. En 2014, elle réalise Le Baiser, un film X avec l'actrice féministe pro-sexe américaine Madison Young, dans lequel elle cherche à donner une image réaliste de la bisexualité féminine, qu'elle estime très mal représentée dans le porno mainstream.
En 2016, elle coréalise avec Dist de Kaerth X-Girl contre Supermacho, film pornographique en deux volets avec la vedette américaine Stoya. Les deux parties du film montrent respectivement une vision féminine (réalisée par Ovidie) et une vision masculine (réalisée par Dist de Kaerth).
Dans le cadre de sa carrière X, Ovidie a remporté deux trophées comme actrice et douze comme réalisatrice, dont deux Hot d'or d'honneur en 2001 et 2009, le Hot d’or du meilleur scénario en 2001, le prix du film de l'année aux Feminist Porn Awards 2013, et de la meilleure réalisation aux Feminist Porn Awards 2014.
Son dernier film pour adultes est réalisé en 2017 : Chloé, l'embrasement,,.
En mars 2019, Canal + diffuse sa première fiction non-pornographique, Un jour bien ordinaire, un court-métrage coréalisé avec Corentin Coëplet, avec Benjamin Biolay, Romane Bohringer, Pablo Cobo, Anne Benoît, Nina Roberts et Catherine Corringer.

##### Documentariste
De mai 2008 à septembre 2015, Ovidie est directrice des programmes de la chaîne d'éducation sexuelle pour couples Frenchlover TV diffusée sur Canal Satellite. Elle y réalise plus de 200 films pour adultes à caractère éducatif. Elle quitte la chaîne en octobre 2015.
À partir de 2011, elle se tourne vers le genre documentaire en réalisant Rondes et Sexy, un film de 52 minutes sur la sexualité des femmes en surpoids. Elle signe également Le Sexe écolo, un 26 minutes sur l'impact de la sexualité sur l'environnement.
En 2011, elle réalise pour l'émission Envoyé spécial (France 2) Rhabillage, un reportage de 35 minutes vu par cinq millions de téléspectateurs, produit par Jean-Jacques Beineix, qui se penche sur les discriminations sociales que subissent les anciennes stars du X, tant d'un point de vue professionnel que familial et affectif. Ces discriminations affectant plus les actrices que les acteurs, le film s'interroge sur le sexisme en général et sur la non-acceptation de la libération sexuelle féminine. Le reportage contient des témoignages d'anciennes vedettes du porno, Nina Roberts, Nomi, Eliska Cross et Brigitte Lahaie.
En juin 2015, France 2, dans l'émission Infrarouge, diffuse son documentaire À quoi rêvent les jeunes filles, produit par Christophe Nick, qui s'interroge sur l'impact des nouveaux médias sur le rapport au corps ainsi que sur la sexualité des enfants du numérique, et plus précisément celle des jeunes filles de la génération Y.
Elle réalise ensuite Pornocratie, diffusé en janvier 2017 sur Canal+. Ce documentaire retrace la prise de contrôle de l'industrie du porno par le groupe MindGeek, dont elle brosse un portrait à charge : le film décrit notamment la manière dont la consommation gratuite sur Internet a entraîné une chute des revenus, l'ubérisation du X et la dégradation des conditions de travail des acteurs et actrices contraints à des pratiques de plus en plus extrêmes,,. Le film a été sélectionné par de nombreux festivals de films documentaires tels que SXSW à Austin, CPH:DOX à Copenhague, BAFICI à Buenos Aires, DOXA à Vancouver, DOK.fest à Munich, DOCVILLE à Louvain, Way out West à Göteborg.
En 2017, elle écrit et réalise Là où les putains n'existent pas, produit par Magneto Presse et diffusé sur Arte en février 2018, une réflexion sur la société suédoise et sa politique « abolitionniste » vis-à-vis de la prostitution. Le film retrace le parcours d'Eva Marree Kullander Smith dite « Jasmine Petite », prostituée et militante pour les droits des travailleurs du sexe, privée de son enfant puis assassinée de 31 coups de couteau par son ancien compagnon, dans les bureaux des services sociaux suédois. Le film remporte le prix Amnesty International dans la catégorie « Human Rights » du 20e Festival international du film de Thessalonique.
En 2018, elle est finaliste du Prix Albert-Londres.
De 2018 à 2020, elle crée et anime, en collaboration avec la Délégation départementale aux droits des femmes et à l’égalité de la Charente et l’Observatoire de la parentalité et de l’éducation numérique, une expérimentation intitulée « Action de prévention et de lutte contre l’exposition précoce des enfants à la pornographie, afin de sensibiliser les adolescents sur les problèmes liés à l'exposition aux images pornographiques, au harcèlement numérique et aux sollicitations en tout genre en dehors de la surveillance parentale.
En 2019, Arte diffuse Tu enfanteras dans la douleur, dans lequel elle dénonce les violences obstétricales et donne la parole aux victimes et professionnels de santé.
La même année, France Culture diffuse sa série documentaire en quatre épisodes de 55 minutes, L'Éducation sexuelle des enfants d'internet, qui interroge l'impact de l'hyper-accessibilité du porno chez les adolescents.
Elle adapte son ouvrage Libres ! Manifeste pour s’affranchir des diktats sexuels en dix épisodes de trois minutes trente, sous la forme d'une série d'animation, diffusée sur Arte en 2021,.
En 2021, elle propose (Sur)vivre sans sexe ; Vivre sans sexualité, avec Tancrède Ramonet, sous forme de quatre épisodes de 53 minutes, réalisés par Séverine Cassar diffusés sur France Culture, dans la série LSD, La série documentaire. Épisode 1 : Sexualités empêchées. Épisode 2 : L'absence de sexualité, une anomalie sociale. Épisode 3 : Des vertus de l'abstinence. Épisode 4 : Sortir de la sexualité, un acte politique ,,,.
À partir de 2021, elle est commissaire suppléante au CNC, dans la Commission sélective « Documentaires de création et magazines ».
En avril 2022, France 2 diffuse son documentaire Le Procès du 36 dans l'émission Infrarouge. Elle y présente le déroulement du procès en première instance, en janvier 2019, des policiers de la Brigade de recherche et d’intervention (BRI) accusés de viol au 36 quai des orfèvres et condamnés à sept ans de prison (ils seront acquittés en 2022 lors du procès en appel qui a donné lieu à la remise en cause de la victime),,. Le documentaire est terminé en 2021 et diffusé après la fin du procès en appel des policiers, afin de n'« interférer d'aucune façon dans le procès en appel » indique Ovidie.

#### Littérature et journalisme

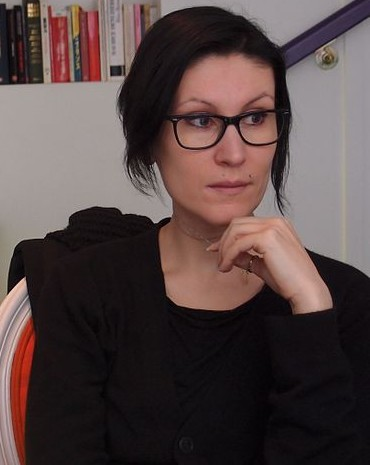
Ovidie en 2014.

En 2002, alors qu'elle est encore actrice, elle publie le livre Porno Manifesto, édité chez Flammarion sous la direction de Raphaël Sorin, puis réédité en format de poche chez La Musardine. Le livre, qui revient sur son parcours et sur ses convictions féministes pro-sexe, se veut également un manifeste de défense de la pornographie en tant que vecteur de libération sexuelle. Elle est depuis 2004 l'un des auteurs-phares des éditions La Musardine, qui ont publié huit de ses livres, dont Osez découvrir le point G, et La Sexualité féminine de A à Z. Elle a également collaboré avec d'autres maisons telles que les Éditions du Camion blanc qui ont publié son historique du groupe post-punk Métal urbain, Un bon hippie est un hippie mort.
Ovidie a travaillé avec les éditions Bréal pour l'ouvrage Sexe et Philo, dont elle est coauteur avec le professeur de philosophie Francis Métivier. Elle a aussi accordé à Philosophie Magazine un entretien avec le philosophe André Comte-Sponville.
Après une première publication BD dans l'ouvrage collectif Duo chez Fluide Glacial, elle a travaillé avec les éditions Delcourt en tant que scénariste pour l'album Histoires inavouables, une BD érotique dessinée par Jérôme d'Aviau. L'ouvrage est présenté au Festival international de la bande dessinée d'Angoulême, le 31 janvier 2014,. Il reçoit un accueil tiède sur Libération. Les auteurs participent ensuite à des animations, comme des lectures dessinées en 2014.
Elle a ensuite publié Libres ! Manifeste pour s'affranchir des diktats sexuels, en collaboration avec la dessinatrice Diglee.
Elle a collaboré en tant que journaliste à divers journaux et magazines (The Guardian, Union, Newlook, Causette, Libération, Metronews, Brain Magazine), et radios (Oüi FM, Le Mouv', Nova).
De juillet 2008 jusqu'en février 2009, Ovidie officiait sur la radio parisienne Oüi FM. D'abord le vendredi, dans des chroniques sur le sexe avec Christophe Crénel dans l'émission Spoutnik, puis tous les jours de 20 h 30 à 21 h dans Planète interdite, toujours avec Christophe Crénel. L'émission s'arrête lors du rachat de la radio par Arthur qui remanie l'ensemble de la grilles des programmes.
De septembre 2012 à juin 2014, elle animait une chronique hebdomadaire, Boy meets Girl, avec Christophe Crénel dans l'émission Rodéo (rebaptisée Le 16/18) sur la radio Le Mouv'.
Depuis septembre 2017, elle anime une chronique tous les vendredis sur Radio Nova, dans l'émission L'Heure de pointe avec Xavier de La Porte.
De 2013 à 2016, elle a tenu un blog féministe sur le site d'informations Metronews. Depuis, elle contribue de façon hebdomadaire au site de Brain Magazine.
En décembre 2014, elle est intervenue dans le cadre du colloque Borderline organisé par la Bibliothèque publique d'information du Centre Pompidou. Elle a participé à l'exposition de Sophie Calle, Prenez-soin de vous, sélectionnée pour représenter la France à la 52e Biennale de Venise en 2007.
En 2018, elle publie le livre À un clic du pire dans lequel, à la suite de son documentaire Pornocratie sorti l'année précédente, elle dénonce la dégradation de l'industrie du porno, et notamment la diffusion gratuite sur Internet, sans aucun contrôle, de vidéos pornographiques accessibles à des mineurs.
En 2024, elle publie un ouvrage sur la place des chiens dans la société, intitulé Assise, debout, couchée, puis elle reprend cette question en 2025 dans une série de podcasts en 8 épisodes, Vie de chien, pour l'émission LSD, la série documentaire sur France Culture.

#### Événementiel
En 2019, elle crée le Festival international de film de chiens. Ce festival annuel, dont la première édition s'est tenue à Cellefrouin en Charente, a pour objectif de proposer au public un festival de « cinéma en plein air », le tout jalonné d'activités ludiques,.
En prolongement de ce festival, elle organise avec l’historien Loïc Artiaga une journée d'étude, intitulée Journée (d’étude) de chien !, un événement scientifique pluridisciplinaire autour de la question animale et canine, visant à débattre de la place des canidés dans les approches savantes et dans les différentes formes d’écriture du réel.

#### Cursus universitaire
Interrogée le 4 novembre 2021 par Augustin Trapenard, elle regrette que la diversité de son travail actuel ne soit pas suffisamment reconnue (réalisation de documentaires, engagement féministe, travaux de recherche universitaire…).
En 2016, dans le volume 31 de la revue Caietele Echinox, intitulé La Trahison des images, la déficience des langues, elle publie un travail sous le titre L'Identité signée à même la chair, une lecture de Circonfession de Jacques Derrida.
En décembre 2017, elle réalise une communication intitulée Immédiateté et regard moderne : le rapport au corps à l'épreuve du numérique dans le cadre du 21e colloque international de l'École doctorale francophone des pays de Visegrád en Hongrie. Dans les mois suivants, en 2018, elle publie l'article La littérature à l’épreuve du numérique : Naissance de la twittérature ,dans le cadre du même colloque.
En 2020, elle soutient et valide une thèse de doctorat en sciences humaines et humanités,, intitulée Se raconter sans se trahir : l'autonarration à l'écrit et à l'écran sous la direction de Jean-Michel Devesa. Parmi les membres du jury figurent Geneviève Fraisse et Iris Brey.
En 2021, elle publie aux Presses universitaires de Limoges, dans la collection « L’un et l’autre en français », une étude littéraire sur le livre de Nelly Arcan L’Enfant dans le miroir : « Nelly Arcan – L’Enfant dans le miroir. Multiplicité des identités et égarement de soi ».
Elle est depuis plusieurs années chargée de cours en master à l'université de Limoges pour des enseignements sur le documentaire.

### Positionnement politique
Durant ses études, elle milite quelques années dans le milieu libertaire, en particulier au SCALP. Elle est l'auteure de la biographie du groupe anarchiste Metal Urbain, qui retrace la naissance du punk en France, de 1976 à 1979 (Éditions du Camion Blanc, avec une préface du musicien anarchiste Jello Biafra). Elle accorde également au début des années 2000 des interviews à la presse de la droite radicale comme Jeune Dissidence ou proche du GRECE comme Éléments en 2002. Bien que demeurant féministe, elle se déclare aujourd'hui apolitique. Pourtant, elle figure discrètement dans les remerciements du documentaire Ni Dieu ni maître, une histoire de l'anarchisme. Son réalisateur Tancrède Ramonet la cite à plusieurs reprises, affirmant qu'« il existe encore des figures anarchistes, de Tardi à Ovidie en passant par Chomsky », ou encore qu'en 2017 l'anarchisme s'exprime « à la ZAD de Notre-Dame-des-Landes, à Nuit debout ou encore dans le féminisme pro-sexe d'Ovidie ».
Elle s’est prononcée à plusieurs reprises contre l’islamophobie et contre le harcèlement des femmes voilées. Elle fait partie des signataires de la tribune « Stop au cyberharcèlement islamophobe contre l’association Lallab » parue dans Libération en août 2017.
Tout au long de sa carrière, elle dénonce les idées reçues sur le monde du cinéma pornographique et défend l'idée d'une pornographie féministe. Bien que dénonçant le sexisme inhérent à la pornographie dominante, s'opposant aux plateformes internet dénuées de contrôle, et s'interrogeant sur l'impact des images sur la sexualité des spectateurs, elle s'oppose à l'idée de censure. Elle s'est également prononcée à de nombreuses reprises contre l'homophobie.
Végétarienne à l'âge de quatorze ans, puis végétalienne, elle offre en 2006 l'un de ses Hot d'Or à l'AFIPA, une association contre la fourrure, en vue d'une vente de charité.

## Filmographie

### En tant qu'actrice

#### Films pornographiques
- 2000 : La Fête à Gigi, d'Alain Payet (Marc Dorcel)
- 2000 : Paris Pigalle boulevard du vice (Marc Dorcel)
- 2000 : XYZ, de John B. Root (JBR Média)
- 2000 : Max, portrait d'un serial-niqueur, de Fred Coppula (Blue One)
- 2000 : Orgie en noir, d'elle-même (Marc Dorcel)
- 2000 : Rocco Meats an American Angel in Paris, de Rocco Siffredi (Evil Angel)
- 2001 : La Revanche des connes, de Patrice Cabanel (Alkrys)
- 2001 : Regarde-moi, de Francis Leroi (Colmax)
- 2001 : Sottopaf et Saccapine font leur cinéma, de John Love (Alain Payet) (FM Vidéo)
- 2001 : Claudine, de Martin Cognito (Colmax)
- 2001 : Le Fabuleux Destin d'Ovidie (autre titre : Dans la peau d'Ovidie) de Stan Lubrick (Yannick Perrin) (JTC Vidéo)
- 2001 : La Fille du batelier, de Patrice Cabanel (VCV Communication/Colmax)
- 2001 : Ovidie mène l'enquête, de Patrice Cabanel (Alkrys)
- 2001 : Les routières sont sympas, de Stan Lubrick (Lucy Vidéo)
- 2002 : Xperiment de John B. Root (JBR Média)
- 2002 : Orgasmus n°2, de Loulou (JBR Média)
- 2003 : Baise-moi si tu veux, de Stan Lubrick (JTC Vidéo)
- 2003 : Les Secrétaires, de Yannick Perrin (Blue One)
- 2004 : Bangtour 32 : Ovidie à Amiens, de Patrice Cabanel
- 2004 : Katsumi à l'école des sorcières d'Alain Payet (Blue One)
- 2007 : Le Point G, d'elle-même (V. Communications)
- 2012 : Liberté sexuelle, d'elle-même (Frenchlover TV / Canal+) - la programmatrice de télévision
- 2014 : Pulsion, d'elle-même (Frenchlover TV / Canal+)

#### Autres genres de films
- 2020 : Ovidie (documentaire) de Clarisse Hahn : elle-même
- 2001 : Le Pornographe de Bertrand Bonello : Jenny
- 2001 : Mortel Transfert de Jean-Jacques Beineix : une actrice porno
- 2003 : Les Plombiers (court métrage) de Wesley Mrozinki
- 2005 : All About Anna de Jessica Nilsson : Sophie
- 2005 : Second Plan (court métrage) de Christophe Chudy : la créature
- 2007 : La Nuit des horloges de Jean Rollin : Isabelle
- 2013 : La Cérémonie de clôture du FIFIGROT de Gérard Courant : elle-même
- 2016 : Saint-Amour de Gustave Kervern et Benoît Delépine : la fille de l'agence immobilière
- 2022 : En même temps de Gustave Kervern et Benoît Delépine : Clémence, la vigile d'Ariane Groupe

### En tant que réalisatrice

#### Films pornographiques
- 2000 : Orgie en noir (Marc Dorcel)
- 2001 : Lilith (Marc Dorcel)
- 2003 : Sexualité mode d'emploi, en 3 parties (Blue One)
- 2004 : Premières Expériences (Marc Dorcel)
- 2006 : Les Concubines (V. Communications)
- 2007 : Le Point G (V.Communications)
- 2009 : Histoires de sexe(s) , co-réalisé avec Jack Tyler (Frenchlover TV / Canal+)
- 2010 : Infidélité (Frenchlover TV / Canal+)
- 2012 : Liberté sexuelle (Frenchlover TV / Canal+)
- 2013 : Pulsion (Frenchlover TV / Canal+)
- 2014 : Le Baiser (Frenchlover TV / Canal+) avec Madison Young, Tiffany Doll
- 2015 : Une nuit sans fin (Frenchlover TV / Canal+), avec Lucie Blush
- 2016 : X-Girl contre Supermacho, co-réalisé avec Dist de Kaerth (Canal+), avec Stoya
- 2016 : Les Prédatrices (Canal+), avec Blue Angel
- 2017 : Chloe (Canal+)

#### Fictions non pornographiques
- 2019 : Un jour bien ordinaire (court-métrage), coréalisé avec Corentin Coëplet, avec Benjamin Biolay, Romane Bohringer, Pablo Cobo, Anne Benoît, Nina Roberts et Catherine Corringer
- 2022 : D'autres chats à fouetter (court-métrage)
- 2022 : Des gens bien ordinaires (mini-série)[100]

#### Documentaires
- 2011 : Rhabillage, reportage, Cargo Films / diffusion Envoyé spécial / France 2[101]
- 2014 : À quoi rêvent les jeunes filles ?, produit par Christophe Nick / Yami 2. Diffusion Infrarouge / France 2
- 2017 : Pornocratie[102], produit par Magnéto Presse. Diffusion Canal +
- 2018 : Là où les putains n'existent pas, produit par Magnéto Presse, diffusion Arte[103]
- 2019 : Tu enfanteras dans la douleur, diffusion Arte[104],[105].
- 2019 : L'Éducation sexuelle des enfants d'internet, une série documentaire en 4 parties : Des adultes largués par le net, Des ados dans le far-west numérique, Réinventer l'éducation sexuelle, Quand les cyber-harcelés prennent la main, diffusion France Culture
- 2019 : Juste avant, flux « Intime et politique », Les Nouvelles Écoutes, 2019[106].
- 2021 : Libres ! Manifeste pour s'affranchir des diktats sexuels, série d'animation documentaire[107],[47]
- 2021 : (Sur)vivre sans sexe ; Vivre sans sexualité, avec Tancrède Ramonet, 4 épisodes de 55 min, sur France Culture, LSD, La Série Documentaire[49],[50],[51],[52]
- 2022 : Le Procès du 36, 62 min, sur France 2, Infrarouge[56]
- 2023 : Qu’est-ce qui pourrait sauver l’amour ?, avec Tancrède Ramonet, 8 épisodes de 28 min, sur France Culture, LSD, La Série Documentaire[108].
- 2024 : J'ai tiré sur Andy Warhol - "Scum Manifesto", coproduit par Arte et Magneto Presse, diffusion Arte[109].

## Publications

### Années 2000
- Porno Manifesto, Paris, Flammarion, 2002, 225 p. (ISBN 2-08-068344-6)
- Des nouvelles du cinéma : une première fois, Thé des écrivains, 2003
- In sex we trust : Backstage, Paris, Le Grand Livre du mois, 2004, 91 p. (ISBN 2-7028-9856-4)
- In sex we trust : On stage, Paris, Alixe, 2004, 180 p. (ISBN 2-911902-12-2)
- Avec Marzano Maria Michela, Films X, y jouer ou y être ?, Paris, Autrement, coll. « Le Corps plus que jamais », 2005, 107 p. (ISBN 2-7467-0654-7)
- Osez tourner votre film X, Paris, La Musardine, 2005, 171 p. (ISBN 2-84271-282-X)
- Le Corps. Films X : y jouer ou y être, entretien avec Michela Marzano, Autrement, 2005  (ISBN 2746706547)
- Osez découvrir le point G, La Musardine, 2006
- Osez l'amour pendant la grossesse, La Musardine, 2007
- Osez les sex toys, La Musardine, 2008

### Années 2010
- La Sexualité féminine de A à Z, La Musardine, 2010
- Sexe & Philo, participation au livre de Francis Métivier, Bréal, 2012  (ISBN 9782749531038)
- Un bon hippie est un hippie mort, biographie du groupe Métal Urbain, coécrit avec Éric Débris, préface de Jello Biafra, Camion blanc, 2012
- Histoires inavouables[110], scénariste BD, dessins de Jérôme d'Aviau, Éditions Delcourt, 2013
- Osez être une maman sexy, La Musardine, 2016
- Libres ! Manifeste pour s'affranchir des diktats sexuels, illustré par Diglee, Éditions Delcourt, 2017
- La Bassine, dans Lettre à l'ado que j'ai été, sous la direction de Jack Parker, Flammarion, 2018  (ISBN 978-2081428652)
- À un clic du pire : la protection des mineurs à l’épreuve d'Internet, Anne Carrière, 2018  (ISBN 978-2-84337-877-5)
- Nelly Arcan, l'enfant dans le miroir : multiplicités des identités et égarement de soi, Presses universitaires de Limoges, 2018[111]

### Années 2020
- Piè(je), in Gaze n°1, sous la direction de Clarence Edgar-Rosa, Paris, Gaze, 2020
- Les Gros Bras, in Ceci est mon corps, Paris, Éditions Causette / Rageot, 2020, 81-91
- Éducation sexuelle, in Feu ! Histoires populaires des féminismes, sous la direction d’Elsa Dorlin, Paris, Libertalia, 2021
- Baiser après #Metoo, lettre à nos amants foireux, illustré par Diglee, Hachette / Marabulles, 2020
- Se raconter sans se trahir : l'autonarration à l'écrit et à l'écran[111], thèse de doctorat soutenue à l'Université de Limoges, le 18 décembre 2020, non publié, 362 p.
- Survivre au sexisme ordinaire, « Mal-Baisée ! », ouvrage collectif, Flammarion, « Librio », 2021
- Les Cœurs insolents, illustré par Audrey Lainé, Paris, Marabulles, 2021
- À cause des garçons, in Sororité, sous la direction de Chloé Delaume, Paris, Points Seuil, 2021
- Tu n'es pas obligée, La Ville brûle, 2022, 72 p.   (ISBN 9782360121458)
- La chair est triste hélas, Julliard, 2023, 160 p.  (ISBN 2260055214)
- Les Salopes ordinaires, L'Onde Théâtrale, 2024, 118p.  (ISBN 9782957799084)
- Assise, debout, couchée, JC Lattès, 2024, 234 p.  (ISBN 9782709670654)

### Préfaces
- Voyages intérieurs - Regards sur la masturbation féminine, de Gaël L., Ragage, 2007
- Féminismes et Pornographie, de David Courbet, La Musardine, 2012
- Putain de vies !, de Muriel Douru, La Boîte à bulles / Médecins du monde, Paris, 2019
- Accouche !, de Fleur Godart et Justine Saint-Lô, Marabulles, Paris, 2020
- Jouir est un sport de combat - Journal d'une pornographe féministe, Olympe de G. et Stéphanie Estournet, Larousse, Paris, 2021

## Distinctions
- 2001 : Hot d'or d'honneur
- 2001 : Hot d'or du meilleur scénario original pour Orgie en noir (2000)
- 2001 : Festival international de l'érotisme de Bruxelles, meilleure starlette française
- 2002 : Ninfa Mejor actriz / Prix du Public : meilleure actrice européenne
- 2002 : Festival international de l'érotisme de Bruxelles : réalisatrice de la meilleure série avec Sexualité Mode d'emploi
- 2003 : Festival international de l'érotisme de Bruxelles : prix de la meilleure réalisatrice française
- 2004 : Festival international de l'érotisme de Bruxelles : prix de la meilleure réalisatrice française
- 2007 : Festival international de l'érotisme de Bruxelles : meilleur scénario
- 2007 : Festival international de l'érotisme de Bruxelles : réalisatrice du meilleur film moyen budget
- 2008 : Festival international de l'érotisme de Bruxelles : prix d'honneur
- 2008 : X Awards : prix du jury
- 2009 : Hot d'or d'honneur[112]
- 2011 : prix Eros Evian du meilleur guide sexuel, pour Osez découvrir le point G[113]
- 2013 : Feminist Porn Award : réalisatrice du « Movie of the year » pour Infidélité[114]
- 2014 : Feminist Porn Award : meilleure réalisation pour Liberté sexuelle[30]
- 2015 : Feminist Porn Award : meilleure réalisation pour Pulsion
- 2018 : 20e festival du documentaire de Thessalonique : Human Rights Award Amnesty International pour Là où les putains n'existent pas
- 2018 : V Bienal Internacional Dona i Cinema : prix du meilleur long métrage documentaire pour  Là où les putains n'existent pas
- 2018 : Pré-sélection prix Albert-Londres pour Là où les putains n'existent pas[5],[6]
- 2021 : Prix de la distribution artistique du festival Courts Devant pour Un jour bien ordinaire[réf. nécessaire]
- 2021 : Prix du public du festival Phare pour Un jour bien ordinaire[115],[116]
- 2023 : meilleure série courte aux International Emmy Awards pour Des gens bien ordinaires, première série française à être récompensée dans cette catégorie[117]
- 2025 : Prix du Syndicat français de la critique de cinéma et des films de télévision du meilleur documentaire pour J'ai tiré sur Andy Warhol "Scum Manifesto"